# Golfo de Santa Clara
Golfo de Santa Clara es una localidad del municipio de San Luis Río Colorado, ubicada en el noroeste de estado mexicano de Sonora, limitando con la costa del golfo de California (o mar de Cortés), en la zona del desierto sonorense. Se encuentra donde el río Colorado desemboca en el golfo de California, formando un amplio delta; los alrededores son de gran riqueza y diversidad ecológica.

## Historia
Este sitio ya era nombrado Santa Clara cuando fue visitado por Eusebio Francisco Kino, días después del 22 de septiembre de 1698, que fue cuando salió desde su sede de la Misión de Dolores, que obedeciendo las instrucciones superiores, se pone en marcha para que yo "entrase al descubrimiento de la costa del noroeste y del desemboque del río Grande a la mar de la California", y que "con 7 acompañantes y 60 cabalgaduras", se ponen en ruta a Casa Grande y luego...   
... salimos para el sur y sudoeste, y al poniente, camino como de 80 leguas, y llegando hasta la mar de la California, a sotavento del desemboque del río Grande, hallamos un muy buen puerto y en 32 grados de altura, con agua dulce y leña, y ha de ser el puerto que los antiguos geógrafos llaman de Santa Clara; tiene la entrada sudoeste nordeste, y una sierra al oeste;
En 1873, Puerto Isabel se localizaba en estas inmediaciones. Era un fondeadero para barcos de navegación oceánica y punto de transferencia de cargamentos para barcos de operación fluvial o de ríos, que navegaban aguas arriba del Río Colorado, los cuales eran operados por la "Colorado Steam Navigation Company", que a su vez había construido un astillero unos cuantos kilómetros aguas arriba, que contaba con un dique seco donde se construyeron varios barcos fluviales. El tráfico de barcos disminuyó pues Yuma ahora se abastecía por ferrocarril cuando llegó en 1877. El astillero fue desmantelado en 1878. 
Guillermo Andrade el empresario naviero sonorense y cónsul de México en Los Ángeles y desarrollador económico del Valle de Mexicali, operaba por esta ruta algunos barcos desde 1877, para restablecer un servicio que ya se había deteriorado y sustituir a los anteriores operadores. Andrade firmó un contrato donde obligaba a establecer la navegación por el Río Colorado entre el Puerto Isabel y Colonia Lerdo, además de mantener la comunicación con el Fuerte Yuma, Arizona, sitio de la estación del Ferrocarril Sud Pacífico. Formó una línea de vapores sobre el Golfo de California, denominada "Compañía Anónima de la Línea Acelerada del Golfo de Cortés", a fin de poner en comunicación al puerto de San Blas, Nayarit, con la Colonia Lerdo, Sonora (unos 60 kilómetros al norte de Puerto Isabel), tocando los siguientes puntos intermedios: Mazatlán, La Paz, Mulegé, Puerto Libertad, San Felipe y Puerto Isabel.
En mayo de 1878 Andrade compró dos barcos, el General Rosales y el General Zaragoza, para recorrer todo el camino desde Lerdo hasta del golfo a San Blas, para llevar el correo entre los puertos intermedios. En julio el vapor de alta mar General Zaragoza inició a correr quincenalmente desde San Blas hasta la desembocadura del río. 
Como poblado nació en los años 1930, debido a la pesca de diversas especies incluyendo la totoaba, un enorme pez prácticamente extinto y que aún en la actualidad se dedica básicamente a la pesca, en pequeña escala y un incipiente turismo de aventura, que son los recursos para la economía local y para su subsistencia.

## Ubicación
Golfo de Santa Clara, se localiza a 115 kilómetros al sur de la cabecera municipal, San Luis Río Colorado con la que se comunica con la carretera estatal 40.

## Población
La población es la tercera localidad más habitada del municipio, por debajo de la ciudad cabecera municipal, y del poblado Luis B. Sánchez, ya que según los datos del Censo de Población y Vivienda realizado en 2010 por el Instituto Nacional de Estadística y Geografía (INEGI), Golfo de Santa Clara tiene un total de 3,967 habitantes.
Para la protección de la zona, en 1996 fue creada la Reserva de la Biósfera Alto golfo de California y delta del río Colorado.